# Youth Brigade (Californië)
Youth Brigade is een punkband afkomstig uit Los Angeles die is opgericht in 1980 door de drie broers Mark, Adam en Shawn Stern. De band richtte vervolgens het platenlabel BYO Records (Better Youth Organization) op, dat als hun persoonlijke platenlabel diende. Veel latere punkbands noemen Youth Brigade als een inspiratie.
Youth Brigade heeft vijf studioalbums laten uitgeven (waarvan een onder de bandnaam The Brigade), waarvan de laatste in 1996 werd uitgebracht. Bijna elk album werd opgenomen met de oorspronkelijke formatie bestaande uit de Stern-broers (Mark, Adam en Shawn). Basgitarist Bob Gnarly verving Adam in 1985 tijdens de opname van The Dividing Line, die werd uitgebracht als The Brigade. Adam keerde terug in 1991 en droeg bij aan ep Come Again (1992) en de volgende twee albums (Happy Hour en To Sell the Truth) voordat hij in 2007 opnieuw de band verliet. Vandaag de dag toert de band nog steeds, maar heeft - naast zes nieuwe nummers voor het splitalbum BYO Split Series, Vol. 2 (1999) - sinds de uitgave van  To Sell the truth 1996 nog geen nieuw studioalbum uitgebracht.

## Stijl
De muziekstijl van de band begon aanvankelijk als klassieke hardcore, maar werd later meer gematigd, melodieuzer en harmonischer. De band karakteriseerde de uit de melodieuze hardcore/hardcore punk van de westkust ontstane skatepunk. AllMusic kenmerkte Youth Brigade als een van de beste hardcorebands, die Los Angeles tijdens het punktijdperk had voortgebracht.

## Geschiedenis

### Formatie (1979-1981)
De familie Stern, bestaande uit onder andere de oudere broers Shawn (gitaar en zang) en Mark (drums) en de jongere broer Adam (die later basgitaar zou spelen), verhuisde in 1970 van Toronto naar Los Angeles omwille van de baan van hun vader, die in de filmindustrie werkte. Als tieners waren Shawn en Mark surfers die school links lieten liggen om marihuana te roken en naar rockconcerten te gaan. Op 16 en 17 speelden ze in hun eerste band, genaamd Mess, waarmee ze covers van Led Zeppelin en Jimi Hendrix speelden op feestjes. De band werd meermaals ontbonden en werd telkens weer opnieuw opgericht, deels alleen voor enkele concerten. Een jaar later, in 1978, ontdekten ze de punk en vormden een new wave-band genaamd The Extremes, waarmee ze een vierstemmige ep uitbrachten.
In het najaar van 1979, na een bezoek aan Britse oi!-band Sham 69, verhuisden de oudste twee Stern-broers naar een groot huis in Hollywood en doopten het om naar "Skinhead Manor". Het grote huis werd een ontmoetingsplaats die mensen trok van zo ver weg als Huntington Beach en Oxnard. De ontmoetingsplek putte uit de creativiteit en energie van de deelnemers, en er werd een kleine opnamestudio opgericht dat werd gebruikt door bands als Circle Jerks als oefenruimte.
Skinhead Manor was een plek waar mensen die geïnteresseerd waren in het oprichten van punkbands elkaar konden ontmoeten, en het bleek niet alleen het centrum van activiteit te zijn voor Youth Brigade in de zomer van 1980, maar ook voor No Crisis en andere bands. Het gebruik van drugs en alcohol was ook, niet tegen de verwachtingen in, aan de orde op het gebied, met onder andere zelfgemaakte wijn die, een cola-machine die werd geïnstalleerd en gevuld met bier, en drugs zoals methamfetamine die door sommige bezoekers werd gebruikt. De club viel al snel uiteen.
Een club genaamd Godzilla's, gelegen in een voormalige bowlingclub in het stadsgedeelte Sun Valley, werd het nieuwe knooppunt van activiteiten voor de gebroeders Stern en de locatie werd, bij wijze van spreken, een mekka voor punkers uit Zuid-Californië. Met het geld dat er werd verdiend werd in 1982 het label BYO Records opgericht ter promotie van punkshows en voor de productie en het uitgeven van muziek. In het eerste jaar van het bestaan van Youth Brigade kende de band een zeskoppige formatie, maar speelde de eerste optreden als een trio op oudejaarsavond 1981 Godzilla's.

### Sound & Fury(1982-1983)
In de zomer van 1982, na het opnemen van drie nummers voor de eerste uitgave van BYO Records (Someone Got Their Head Kicked In), begon Youth Brigade met een grote gele schoolbus aan een tour langs 30 steden in Noord-Amerika samen met collega-punkband Social Distortion. De film Another State of Mind (1984) beschrijft de gebeurtenis.
Na ongeveer 30 shows keerden ze terug naar huis om het debuutalbum Sound & Fury op te nemen met de producer Thom Wilson (die heeft gewerkt met onder andere D.O.A., T.S.O.L., en later The Offspring en The Bouncing Souls). Een voortijdige versie van het studioalbum werd voor de tournee samengebracht, maar het persen werd gestopt bij 800 exemplaren omdat de band niet tevreden was met de kwaliteit van het materiaal en de productie. In 1983 keerde de band terug naar huis en besloot een tweede studioalbum op te nemen, ook ditmaal met de titel Sound & Fury, met slechts vier nummers van de oorspronkelijke versie. Meerdere nummers van het album, zoals "We'll Sink with California" en "What Will the Revolution Change", waren een zelfreflecterende kritiek aan het adres van de punkbeweging. Dit werd gevolgd door een 50-daagse tour door Noord-Amerika in de zomer.

### Laatste jaren en Adams vertrek (1984-1990)
Na een licentieovereenkomst voor de uitgave van Sound & Fury in Engeland te hebben afgesloten, werden in het najaar van 1984 plannen gemaakt om Europa te verkennen. De band bracht de ep What Price? uit in de lente van 1984 en speelde toen ongeveer 50 shows in Nederland, Duitsland, Frankrijk, Spanje, Italië, Joegoslavië, Polen en Engeland. Na deze tour besloot jongere broer en basgitarist Adam om terug te gaan naar de kunstacademie en eindelijk zijn diploma te halen. De band nam zijn laatste show op in juni 1985 in Fenders Ballroom in Long Beach. Deze nummers zijn uitgebracht op Italiaanse en Franse uitgaves van de band, evenals de op het verzamelalbum Sink With Kalifornija.
Shawn en Mark gingen tot en met 1989 verder onder de bandnaam The Brigade. Mark, Adam en jongere broer Jamie Stern vormden de helft van de oorspronkelijke bezetting van de swingband Royal Crown Revue, die werd opgericht in 1989. Alle drie de Stern-broers verlieten de band in 1991, vlak voor de reünie van Youth Brigade. Royal Crown Revue ging verder met nieuwe leden ter vervanging van de vertrekkende Stern-broers.

### Reformatie (1991-heden)
In 1991, tijdens een ontmoeting in een bar in Hamburg, lieten Mark en Adam weten dat ze de wens hadden om Youth Brigade weer bij elkaar te brengen voor een tour en Shawn stemde toe. Toen ze in januari 1992 thuiskwamen, begonnen ze aan nieuw materiaal te werken en speelden ze een show in de Whisky a Go Go eind april. Ze namen in juli zes liedjes op in Westbeach Recorders voor hun de ep Come Again. Midden september pakten de leden Youth Brigade opnieuw hun koffers om Europa te verkennen. De tour ging door Duitsland, Zweden, Noorwegen, Denemarken, Zwitserland, Frankrijk, Spanje, Italië, Tsjechoslowakije en Polen.
Meer dan tien jaar na hun debuut nam de band het album Happy Hour op in Westbeach Recorders en bracht deze uit in maart 1994. Kort daarna voegden ze voormalige Cadillac Tramps, U.S. Bombs en de huidige Social Distortion-gitarist Jonny Wickersham toe aan de band en namen het volgende studioalbum op (getiteld To Sell the Truth) in april 1996. In 1998 ging de band terug de studio in om een nummer van 30 seconden op te nemen voor een compilatiealbum van het Californische platenlabel Fat Wreck Chords- Short Music for Short People (1999). Later in 1999 werd besloten zes nieuwe nummers op te nemen voor het tweede deel van de BYO Split Series. De andere zijde van het album werd opgenomen door de Californische punkers Swingin' Utters.
In 2006 werd de band met een nummer vertegenwoordigd op de soundtrack van de gonzo-film Fuck the System van de regisseur Rob Rotten. In oktober 2013 verving Brian Hanover de gitarist van de band, Mike Carter.

## Leden
Huidige leden
- Shawn Stern - zang, gitaar (1980-heden)
- Brian Hanover - gitaar, zang (2013-heden)
- Mike Hale - basgitaar (2009-heden)
- Mark Stern - drums (1980-heden)

Voormalige leden
- Greg Louis Gutierrez - gitaar, zang (1980-1981)
- Adam Stern - basgitaar (1980-1985, 1991-2000)
- Bob Gnarly - basgitaar (1985-1987)
- Jonny Wickersham - gitaar (1994-2000)
- Joey Garibaldi - basgitaar (2007-2009)
- John Carey - gitaar, zang (2007-2009)
- Mike Carter - gitaar, zang (2009-2013)

## Discografie
Studioalbums
- Sound & Fury (1982)
- Sound & Fury (1983)
- The Dividing Line (1986)
- Happy Hour (1994)
- To Sell the Truth (1996)

Singles en ep's
- What Price Happiness? (1984)
- Come Together (1986)
- Come Again (1992)
- All Style No Substance (1994)

Splitalbums
- Youth Brigade/Screw 32 (1995)
- BYO Split Series, Vol. 2 (1999)

Verzamelalbums
- Sink With Kalifornija (1994)
- Out of Print (1998)
- A Best of Youth Brigade (2002)